# Foreign Policy
Foreign Policy (FP) és una publicació nord-americana d'actualitat sobre política internacional i assumptes globals, que té una versió bimensual impresa i una versió en línia. La seu de Foreign Policy està ubicada a Washington DC, i és un mitjà propietat del FP Group (una divisió de Graham Holdings, abans Washington Post Co.), que el va adquirir el 2009 a la Fundació Carnegie per la Pau Internacional. Va ser fundada per Samuel P. Huntington i Warren Demian Manshel l'any 1970.